# Masaru Yamashita
Masaru Yamashita (Ishikawa, Japão, 26 de outubro de 1967), é um ator. Ele é mais conhecido no Brasil por ter interpretado o personagem Ryouma Kagawa em Tokkei Winspector e, posteriormente, em Tokkyuu Shirei Solbrain.

## História
Yamashita mudou-se para Tóquio quando era adolescente, e chegou a treinar basebol e artes marciais antes de se dedicar à carreira artística. Ele iniciou a carreira como "suit actor", aqueles que faziam as interpretações dos heróis de tokusatsu nos uniformes, com o rosto coberto. Ele foi o protagonista em Kamen Rider Black RX nessa função.
Ele também chegou a aparecer em um episódio do "dorama" Motto Abunai Deka, além de uma pequena participação no filme Saigo no Ichigeki.
Durante a época de Winspector, Yamashita chegou a gravar a música "Kimi Ga Shiawase Nara" para a trilha sonora da série, um tema bem lembrando pelos fãs.
Depois de seu trabalho em Winspector e Solbrain, atuou no filme Kamen Rider ZO. Se afastou do trabalho de ator pouco tempo depois, mas costuma aparecer em eventos celebrando as séries tokusatsu.
Com seu colega de elenco de Winspector, Koichi Nakayama, tem um canal no YouTube.
Em 2024, se encontrou com Takayuki Miyauchi, cantor das aberturas de Winspector e Solbrain; e com a banda ZETKI, de Hideaki Takatori, para cantar a abertura "Tokkei Winspector".
Em 2024, visita o Brasil pela primeira vez participando da Anime Friends.